# Konaev
Konaev, también Qonayev (en kazajo: Қонаев / Qonaev, [qɔnɑjəf]; en ruso: Конаев, anteriormente conocido como Kapshagay, en kazajo: Қапшағай / Qapşağai; en ruso: Капшагай o Капчагай), es una ciudad y centro administrativo de la provincia de Almatý de Kazajistán. Está ubicada en el río Ilí y se construyó junto con la construcción de la presa de Kapshagay en ese río en la década de 1960. La presa ha formado el embalse de Kapchagay (también conocido como lago Kapshagai), un popular destino de fin de semana para los bañistas de Almatý. Población: 39 855 (censo de 2009), 33 428 (censo de 1999). 
Muchos de los habitantes de Konaev huyeron de la ciudad después de la disolución de la Unión Soviética, pero su población resurgió en 2000 y desde entonces ha vuelto a los números previos a la disolución.
Las reformas del presidente Kasim-Yomart Tokáev del 17 de marzo de 2022 incluyeron disposiciones que cambiaron el nombre de Kapshagay a Konaev (en honor a Dinmujamed Kunaev) y convirtieron a la ciudad en la nueva capital de la provincia de Almatý después de que su antigua capital, Taldykorgan, se separara de la región y se convirtiera en la capital de la recién creada provincia de Jetisu.

## Geografía
Está ubicado a orillas del embalse de Kapchagai, en el río Ilí cerca de su intersección con el ferrocarril, 76 km al norte de Almatý.

## Divisiones administrativas
1. La ciudad de Konaev;
2. Distrito rural de Zarechny;
3. Distrito rural de Shengeldinsky.